# Eyioma Uwazurike
Eyioma Uwazurike (Detroit, 6 maggio 1998) è un giocatore di football americano statunitense che milita nel ruolo di defensive end per i Denver Broncos della National Football League (NFL).

## Carriera

### Denver Broncos
Al college Uwazurike giocò a football all'Università statale dell'Iowa. Fu scelto nel corso del quarto giro (116º assoluto) del Draft NFL 2022 dai Denver Broncos. Debuttò subentrando nella gara del quinto turno contro gli Indianapolis Colts mettendo a segno 3 tackle. La sua stagione da rookie si chiuse con 17 placcaggi e un passaggio deviato in 8 presenze, nessuna delle quali come titolare.